# Jean Baptiste Paulin Trolard
Jean Baptiste Paulin Trolard né à Sedan (Ardennes) le 27 novembre 1842, mort à Alger le 13 avril 1910 est un anatomiste de l'École d'Alger reconnu pour son travail sur les veines anastomotiques de la circulation cérébrale.
Connue de tous les neurochirurgiens, la Grande Veine Anastomotique ou veine de Trolard souligne une partie de la contribution de Trolard à la neuro-anatomie.

## Biographie
Quelques années après la naissance de Jean Baptiste Paulin, la famille Trolard s'installe en Algérie.
C'est à l'école préparatoire de Médecine et de Pharmacie d'Alger qu'il va entreprendre ses études supérieures . Dès 1865 il y est nommé chef des travaux anatomiques.
À Paris, en 1868, il soutient une thèse intitulée "Recherches sur l'anatomie du système veineux de l'encéphale et du crâne".
Le docteur Trolard commence sa carrière en qualité de médecin communal à Saint Eugène (aujourd'hui Bologhine), puis rejoint l'hôpital civil tout en poursuivant ses travaux en anatomie. En 1869 il est nommé professeur titulaire de la chaire d'anatomie et physiologie. Après réorganisation de l'École, une chaire de physiologie est créée, il reste titulaire de la chaire d'anatomie qu'il occupera jusqu'en 1910. Sous sa direction, de nombreux travaux furent réalisés.
C'est au Professeur Trolard que l'on doit la création des laboratoires de bactériologie et de parasitologie d'Alger. Il fut également cofondateur avec Henri Soulié de l'Institut Pasteur d'Algérie en 1894. À ce titre le peintre Gaudissard réalisa en 1906 deux plaques sculptées en bronze du docteur qui seront exposées à la foire d'Alger de 1910.
Humaniste, médecin, enseignant, mais aussi écologiste et nationaliste, Trolard a combattu les épidémies, l'injustice, la bureaucratie, la déforestation….
Une rue du centre-ville d'Alger (rue du docteur Trolard) et un village de l'Ouarsenis (Taza-Trolard ) portaient son nom durant la colonisation.

## Principaux travaux
Certaines structures anatomiques portent le nom du Professeur Trolard ; la veine cérébrale anastomotique supérieure ou veine de Trolard, le ligament costo-lamellaire de Trolard et l'articulation unco-vertébrale dite de Trolard. La « loi de Trolard » et « les chevrons de Trolard » sont restés dans l'histoire de l'anatomie.
Les muscles du pouce et du petit doigt, du gros et petit orteil (1882); le système nerveux de l'olfaction (1889); les veines méningées moyennes (1890) ; les sinus (1892) ; les muscles spinaux et certaines articulations du rachis (1892) ont également fait l'objet d'études sous sa direction.
Le docteur Trolard est l'auteur de plusieurs publications de la Ligue de Reboisement de l'Algérie ayant pour thèmes l'Arbre, la Forêt, le programme de reboisement du Gouvernement Général et la législation forestière.
Parmi les autres contributions du médecin nous citerons : l'avenir et le rôle des écoles secondaires de médecine (1891); le service militaire des étudiants en médecine (1900) ; les eaux thermo-minérales de l'Algérie (1901) ; la question juive (1907)…